# Đại sứ thiện chí Tổ chức Y tế Thế giới
Đại sứ thiện chí Tổ chức Y tế Thế giới (tiếng Anh: WHO Goodwill Ambassador) là những người có danh tiếng, uy tín được Tổ chức Y tế Thế giới (WHO) lựa chọn nhằm sử dụng tài năng cũng như danh tiếng của họ phục vụ cho các mục đích phát triển y tế và phúc lợi ở các nước trên thế giới. Tổ chức Sứ mệnh toàn cầu (Global Embassy)  Lưu trữ ngày 30 tháng 7 năm 2008 tại Wayback Machine có danh sách đầy đủ các đại sứ thiện chí của Tổ chức Y tế Thế giới cũng như các tổ chức khác của Liên hợp quốc.

## Các đại sứ thiện chí
Các đại sứ thiện chí của tổ chức y tế thế giới, được bổ nhiệm cho nhiệm kỳ 2 năm.
| Đại sứ                        | Từ nước    | Nhiệm kỳ  | Hoạt động                                                                 |
| ----------------------------- | ---------- | --------- | ------------------------------------------------------------------------- |
| Amitabh Bachchan              | Ấn Độ      | 2017      | Đại sứ thiện chí nhận thức về viêm gan                                    |
| Christine Kaseba-Sata         | Zambia     | 2012-2014 | Bác sĩ, chống bạo lực giới tính.                                          |
| Peng Liyuan                   | Trung Quốc | 2011-2014 | Ca sĩ. Đại sứ thiện chí chống lao và HIV/AIDS                             |
| Lý Liên Kiệt                  | Trung Quốc | 2009-2014 | Ngôi sao điện ảnh. Đại sứ thiện chí                                       |
| Yohei Sasakawa                | Nhật Bản   | 2001-2014 | Chủ tịch quỹ Nippon (Nhật Bản) Đại sứ thiện chí về chống bệnh phong       |
| Craig David                   | Anh Quốc   | 2010      | Ca sĩ. Đại sứ thiện chí chống lao                                         |
| Nancy Brinker                 | Hoa Kỳ     | 2009      | Sáng lập Quỹ Susan G. Komen for the Cure. Đại sứ thiện chí về Ung thư     |
| Liya Kebede                   | Ethiopia   | 2005      | Người mẫu, Đại sứ thiện chí về Bà mẹ, Trẻ sơ sinh và Sức khỏe cho trẻ em. |
| Sylvie Vartan                 | Bulgaria   | 2005      | Ca sĩ, Đại sứ thiện chí vì Sức khỏe Bà mẹ và Trẻ em tại châu Âu.          |
| Vienna Philharmonic Orchestra | Áo         | 2005      | Đại sứ thiện chí                                                          |